# Oestrohystricia subalpina
Oestrohystricia subalpina là một loài ruồi trong họ Tachinidae.